# Михаило Сретеновић
Михаило Сретеновић (Уб, 16. фебруар 1866 – Београд 1934) је био српски књижевник, писац за децу и учитељ. Био је оснивач и уредник дечијег часописа Зорица. Заједно са Бранислам Нушићем радио је на оснивању првог дечијег позоришта у Београду.

## Дела[3]

### Књиге за децу и младе
- Кроз Мачву путовања ученика (1900)
- У подне сцена из дечијег живота - драма (1904)
- Не бежи од школе (1905) читанка
- Не бежи од школе - драма (1921)
- Моје радовање (1921)
- Пепељуга бајка у 2 чина (1921)
- Пред вилинским дворима бајка (1921)
- Чапкун страдање једног немирка (1921)
- Црни дани забелешке једног гимназиста (1922)
- Рачунски задаци (1924) уџбеник за други разред
- Миомир (1924)
- Милкица (1924)
- Кажнени краљевић бајка са певањем (1924)
- Немушти језик бајка у једном чину (1924)
- Голубић комадић у једном чину (1925)
- Ружица књига за децу са сликама (1926)
- Очарани краљевић бајка у два чина (1926)
- Весели малишани (1927)
- Јелисавка Обилића мајка - бајка (1929)
- Мала граматика за ученике другог разреда, трећег и четвртог (1926, 1928, 1930)
- Звездица књига за децу са сликама (1936, постхумно)[4]
- Светлана књига за децу за 33 слике

### Књиге за одрасле
- Девојачки гроб - слика из сеоскога живота (1897)
- Милићев гроб (1898)
- Последњи осмејак - прича из учитељскога живота (1898)
- Добриловски учитељ (1899)
- Најлепши пар сличица из занатлиског живота (1899)
- Радетића Мара (1895)[5]
- Жртва дужности (1901)
- Први српски устанак - драма (1904)
- Сеоба Срба - драма (1905)
- Јосиф библијска драма (1906)
- Јетрве слика из сеоског живота (1910)[6]
- Светли дани - забелешке једног четвртка (1913)
- Поуке за домаћице (1920)
- Косовка девојка драма (1921)
- Мала позорница (1921)
- Немања историјска драма (1922)
- Сенковић Иво драма (1922)
- Синовац (1922)
- Цар Душан драма (1922)
- Ђакон Авакум драма (1923)
- Свет (1923)
- Бисерка (1924)
- Смиља (1924)
- Памет и срећа - драма (1924)
- Стојадин (1926)
- У уредништву Звезде - драма (1927)
- Моравка шала једночинка (1928)
- Родитељски грех - приповетке из сеоског живота (1926)
- Цар Ћира драма